# Marge arkitekter

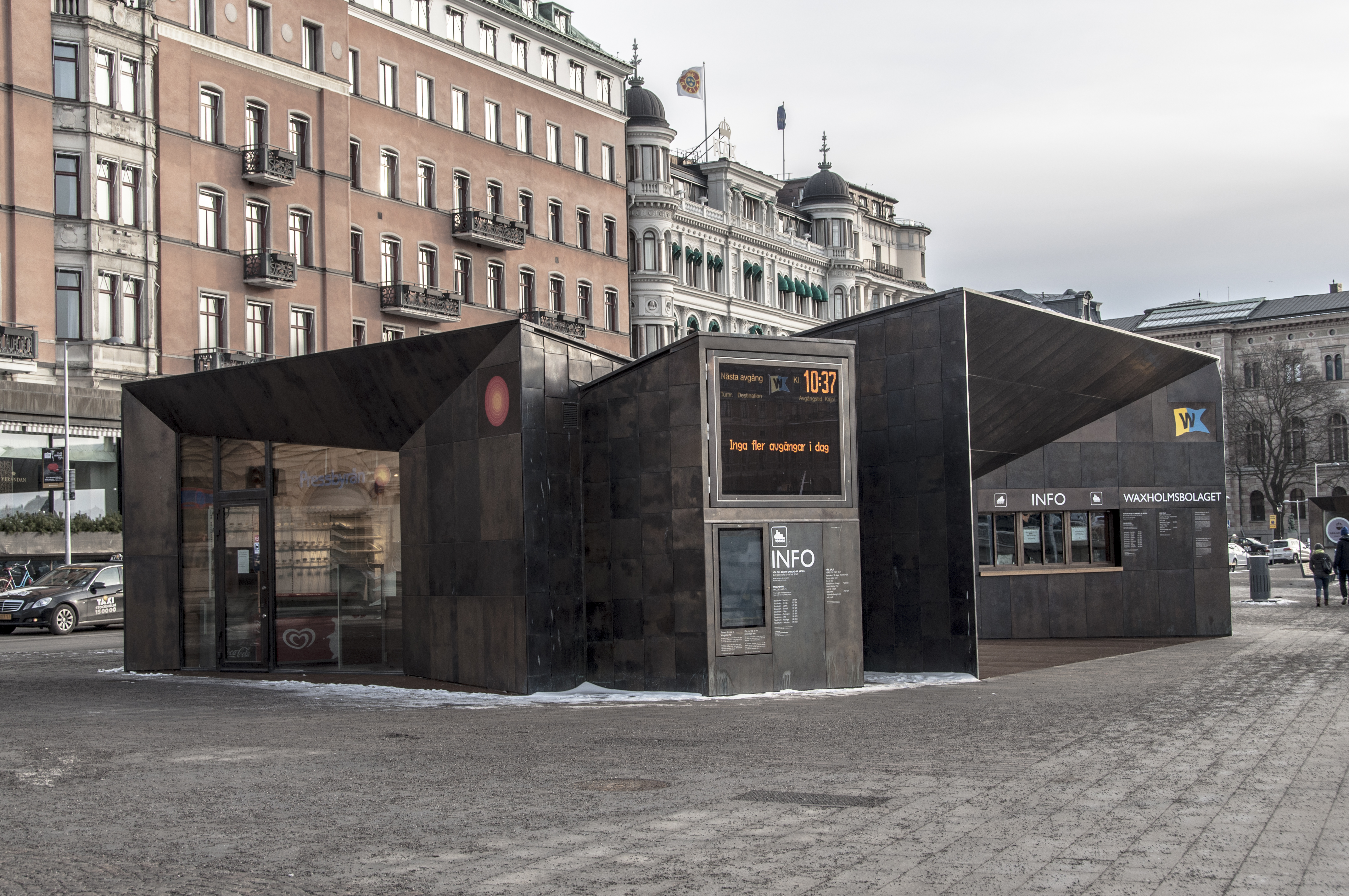
Waxholmsbolagets informations- och biljettpaviljong på Strömkajen i Stockholm.

Marge arkitekter är ett svenskt arkitektkontor.
Marge arkitekter grundades 2002 av Pye Aurell Ehrström, Katarina Grundsell, Louise Masreliez och Susanne Ramel.
Arkitektkontoret har ritat informations- och biljettpaviljonger på Strömkajen i Stockholm åt bland andra Waxholmsbolaget, vilka nominerades till Årets Stockholmsbyggnad 2014 och kom på plats två. Paviljongerna nominerades också till Kasper Salinpriset 2014 och till 2015 års Mies van der Rohepris.
Villa Ekros i Lidingö, 2010, vann Rödfärgspriset 2012.

## Verk i urval
- Byggnaden för vård- och omsorgsboende Trädgårdarna, Örebro, 2017. Nominerad till Kasper Salin-priset 2017.
- Röda huset, Sergels torg, Stockholm, 2020. Nominerat till Kasper Salin-priset 2021.[3]
- Ombyggnad Jacob Mindre 11, 2022-2023

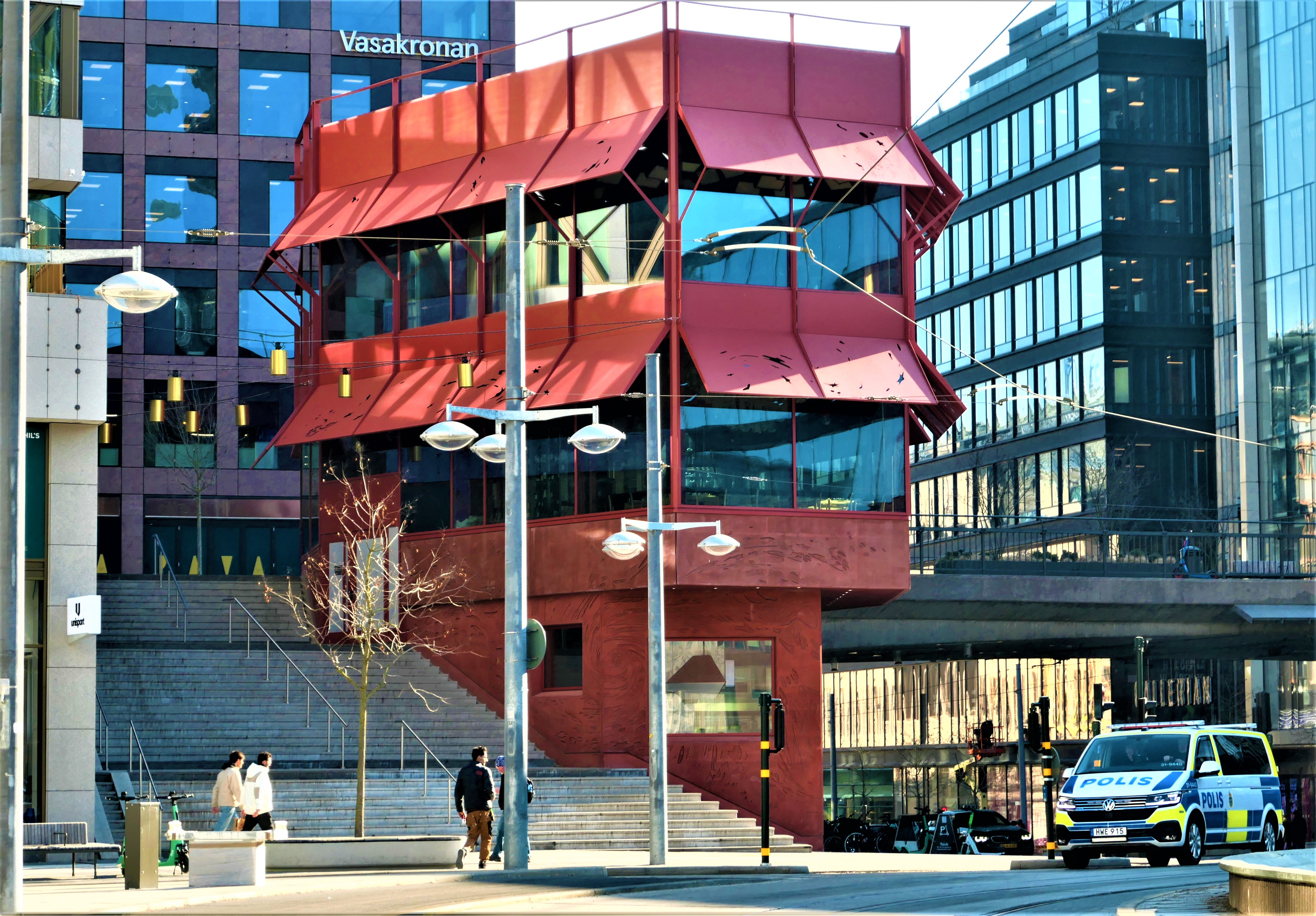
Röda huset, Sergels torg, Stockholm, 2020.
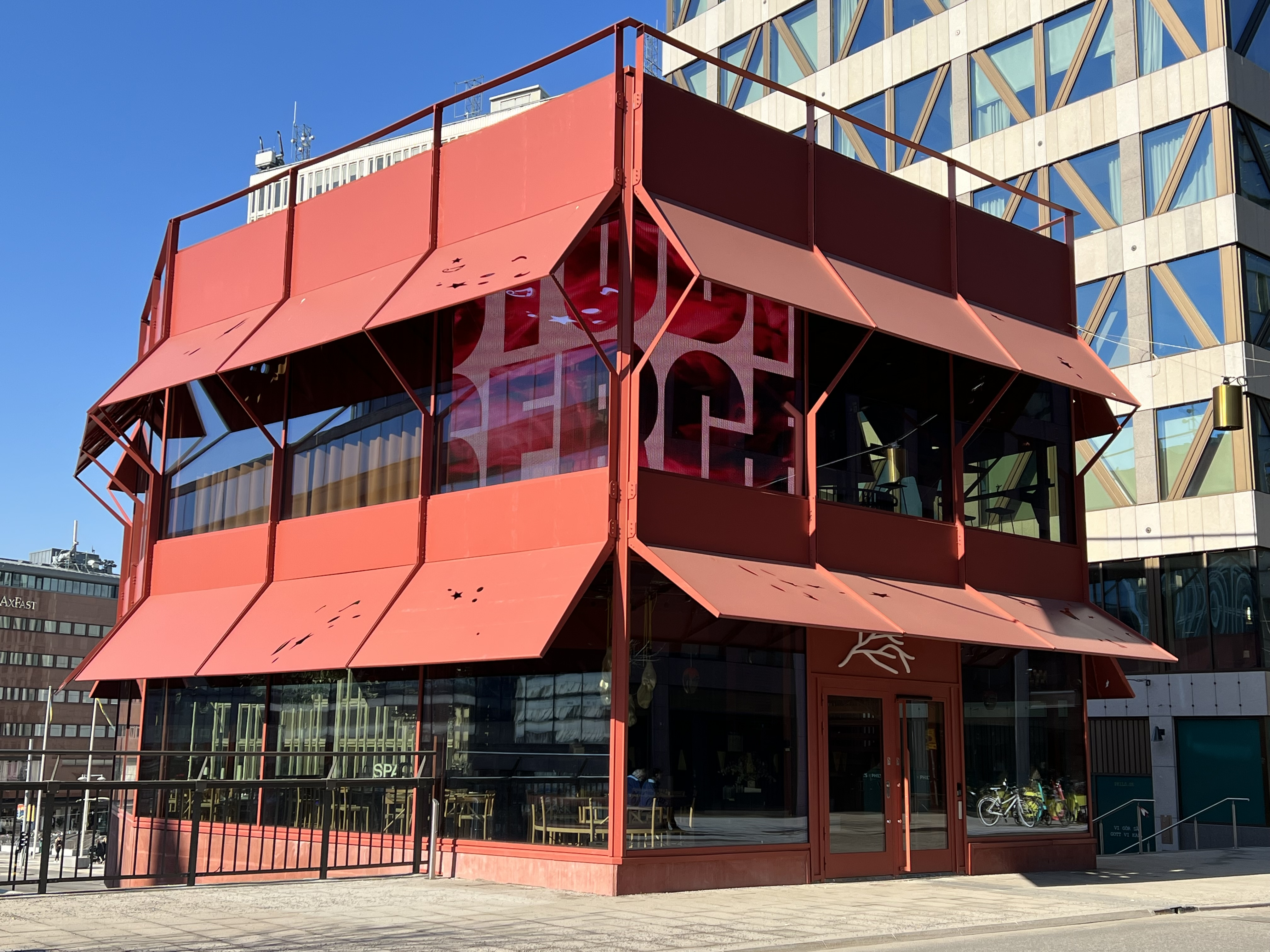
Röda huset, ingången från Malmskillnadsgatan.
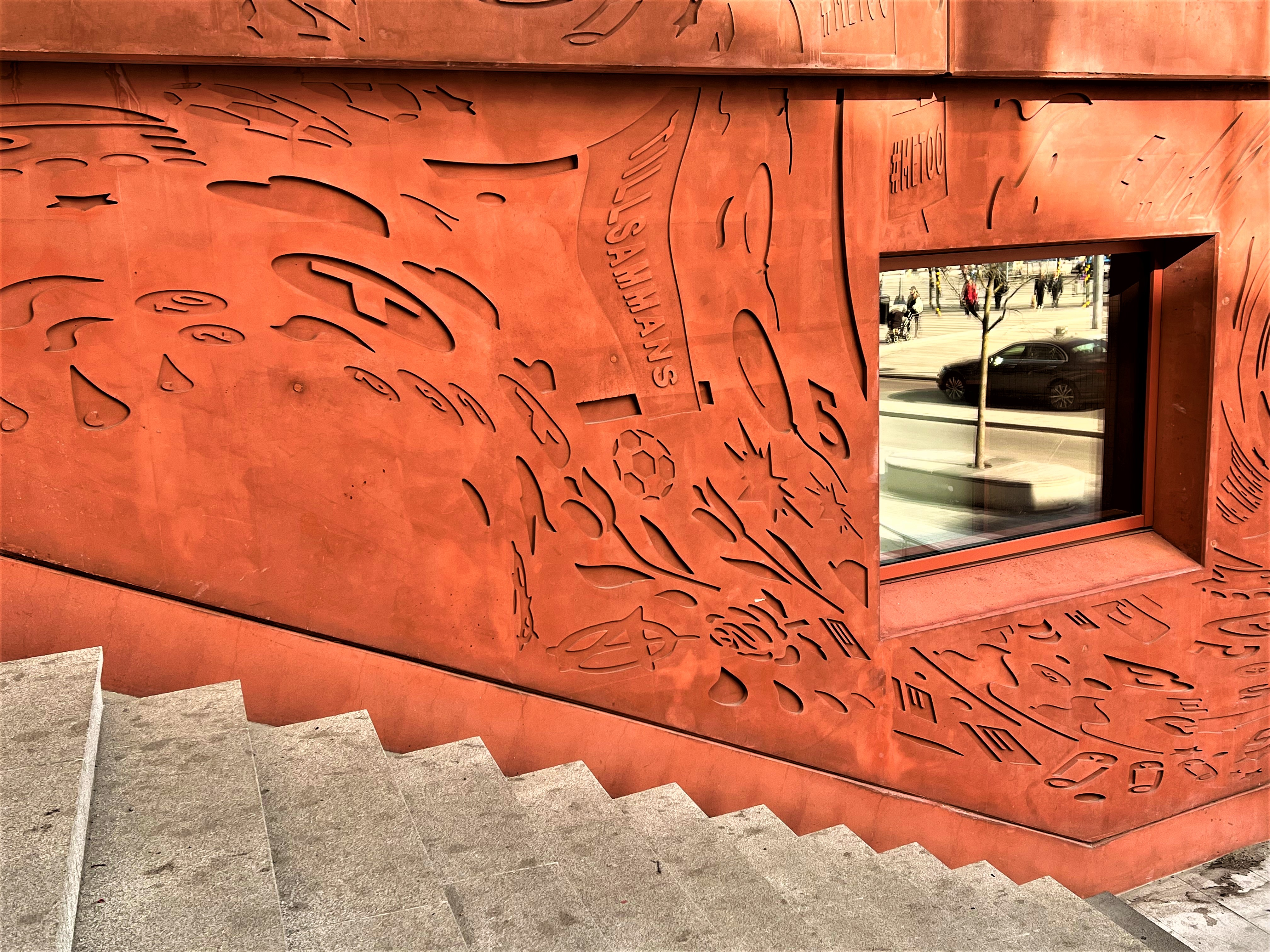
Röda huset, detalj.
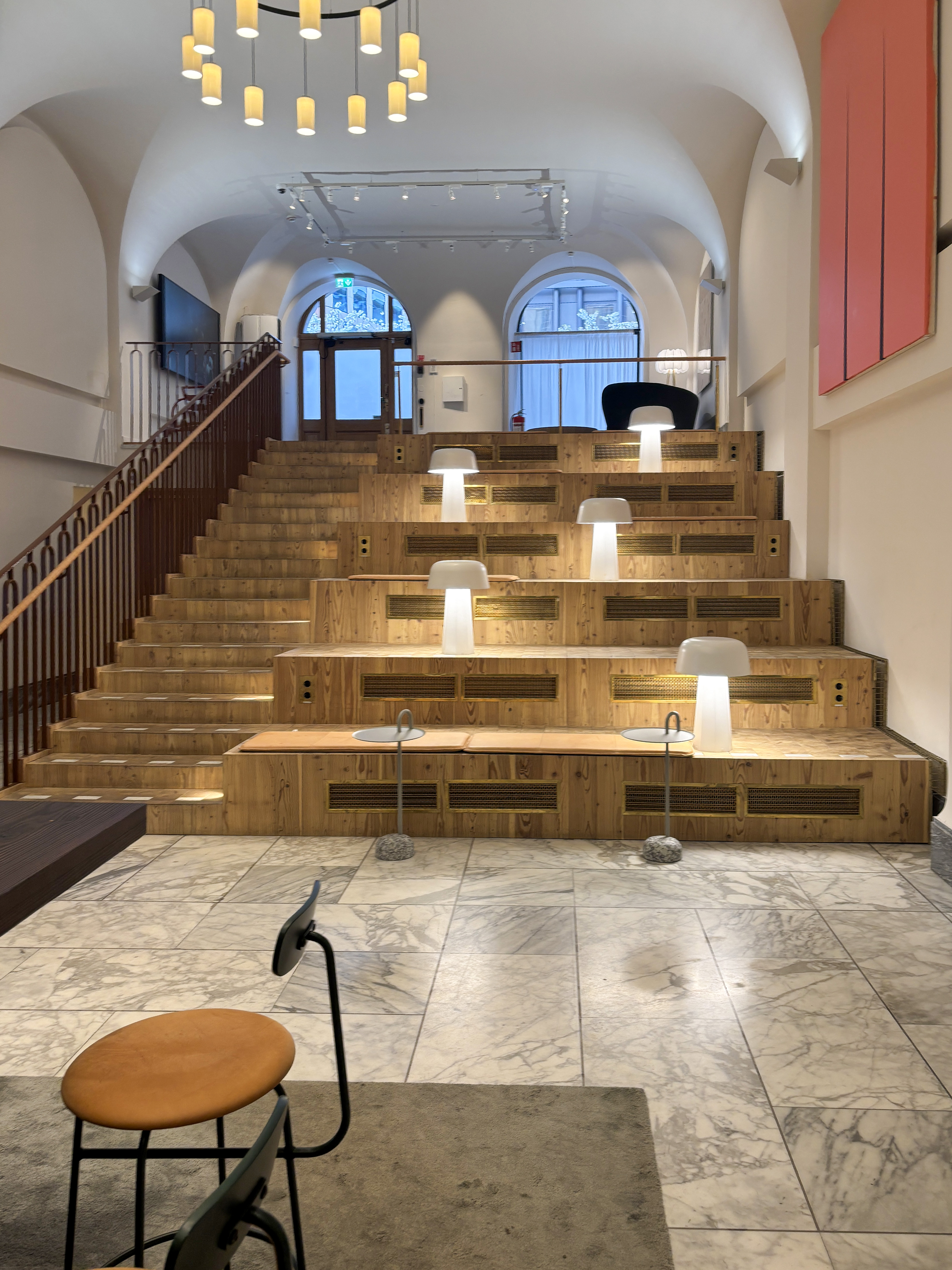
Jakob Mindre 11